# Призрачна орхидея
Призрачната орхидея (Epipogium aphyllum) е многогодишно растение от семейство орхидеи и е сред
най-редките растения на Земята.

## Хранене
Призрачната орхидея няма зелени листа, не зависи от фотосинтезата и се изхранва единствено чрез симбиоза с микроскопични гъби. Така си набавя хранителни вещества от разлагащите се в почвата листа. Затова и коренището ѝ е сочно, разклонено и прилича на корал.

## Разпространение
Среща се в голяма част от Европа и Северна Азия. В България е установявана в 10 находища в Рила, Пирин, Родопите и Странджа. Намира се в букови, дъбови, борови и смърчови гори на богати на основи почви. Може да живее под земята в продължение на години, без да показва никакви външни белези, и зацъфтява само когато всички условия са изключително благоприятни. Цъфти в края на юли и август, и то в години с обилни, равномерни валежи. 
Растението е застрашено от изчезване и затова е вписано в червените книги на много държави.